# Eugen Krón
Eugen Krón (Sobrance, 1º maggio 1882 – Budapest, 7 gennaio 1974) è stato un pittore slovacco.

## Biografia
Era uno dei sei figli di un sottufficiale dell'esercito austro-ungarico. All'età di quattordici anni si trasferì con i suoi genitori a Budapest, dove entrò come apprendista nell'Istituto di litografia di Riegler. Frequentò corsi di disegno e nel 1907 si iscrisse alla Scuola di arti applicate di Budapest (1907); successivamente studiò all'Accademia di Belle Arti sotto la guida dei professori Tivadar Zemplényi, Viktor Olgyai ed Ede Balló. Nel 1909 ottenne il secondo premio a un concorso artistico e l'anno dopo ricevette un premio statale di 1000 monete d'oro in riconoscimento delle qualità artistiche, che gli permise di studiare a Monaco di Baviera, Parigi e Londra. Effettuò anche un soggiorno nella colonia di pittori di Baia Mare.
Dopo lo scoppio della Prima guerra mondiale, fu assegnato alla prima linea Mukačevo-Stryj, dove cadde prigioniero dell'esercito zarista: fu deportato in un campo di prigionia a Tashkent. Dopo essere tornato a Budapest, si sposò. Qui si unì al movimento rivoluzionario, ma presto scoprì che la sua attività rivoluzionaria non sarebbe passata inosservata e decise di emigrare con la famiglia. Verso la fine del 1920 mentre era in viaggio verso suo fratello in Romania, si fermò a Košice, dove incontrò il pittore Elemír Halász-Hradil, che lo presentò al direttore del museo, Josef Polák. Con il suo aiuto Krón ottenne un permesso di soggiorno e si stabilì a Košice, dove nel 1921 fondò una scuola privata, che fu straordinariamente importante per il circuito di Košice e rimase in funzione fino al 1927. Fra i suoi studenti più celebri vi furono Koloman Sokol, Konštantín Bauer, Jozef Fabini, Ľudovít Feld, Július Jakoby.
Il periodo a Košice fu il più fruttuoso della carriera artistica di Krón, con la realizzazione dei cicli di litografie Muž Slnka ("Uomo del sole") e Tvorivý duch ("Spirito creativo").
Nel 1928, partì con la famiglia per recarsi da suo fratello a Milano, dove subì una tragedia familiare: sua figlia morì e sua moglie si suicidò. Superò questo difficile periodo rifugiandosi nel lavoro e nelle sue mostre. Nella seconda metà degli anni 1930, diede seguito al periodo di Košice con il nuovo album grafico Eros, che gli fu acquistato dal Museo Civico di Milano. Il ciclo di litografie Nový človek ("Persona nuova") fu creato con lo stesso spirito.
Nel 1938 sposò Maria Feldmanová, un ex membro del Teatro di Užhorod, anch'ella emigrata. Durante la Seconda guerra mondiale, Krón si unì alla resistenza antifascista, fu catturato e deportato in un campo di concentramento in Calabria. La coppia fu successivamente internata nel Nord Italia, nel comune di Sovere, dove si stabilì durante il periodo bellico. Dopo la guerra si stabilirono alla periferia di Milano, dove Krón visse e lavorò fino al 1956. In quell'anno, la coppia decise di tornare a Budapest, dove trascorse il resto della vita.
In occasione del suo 90º compleanno, la Galleria nazionale ungherese organizzò una mostra in suo omaggio. Il lavoro di Krón è molto vario tematicamente. È caratterizzato da una vasta gamma di tecniche grafiche utilizzate e vari approcci artistico. Durante la sua vita espose regolarmente in Ungheria, in Cecoslovacchia e in Italia. Le sue opere sono esposte nella Galleria della Slovacchia orientale a Košice, alla Galleria nazionale slovacca di Bratislava, nella Pinacoteca di Nitra e in diverse pinacoteche in Ungheria, a Praga, a Milano, a Genova, a Roma e in possesso di privati.
Eugen Krón morì all'età di 92 anni, il 7 gennaio 1974, a Budapest.